# Paratriodonta proboscidea
Paratriodonta proboscidea är en skalbaggsart som beskrevs av Johann Karl Wilhelm Illiger 1802. Paratriodonta proboscidea ingår i släktet Paratriodonta och familjen Melolonthidae. Inga underarter finns listade i Catalogue of Life.